# (2147) Харадзе
(2147) Харадзе (лат. Kharadze) — астероид главного пояса, который принадлежит к тёмному спектральному классу C и входит в состав семейства Веритас. Он был открыт 25 октября 1976 года датским астрономом Ричардом Вестом в обсерватории Ла-Силья и назван в честь астронома Евгения Харадзе.

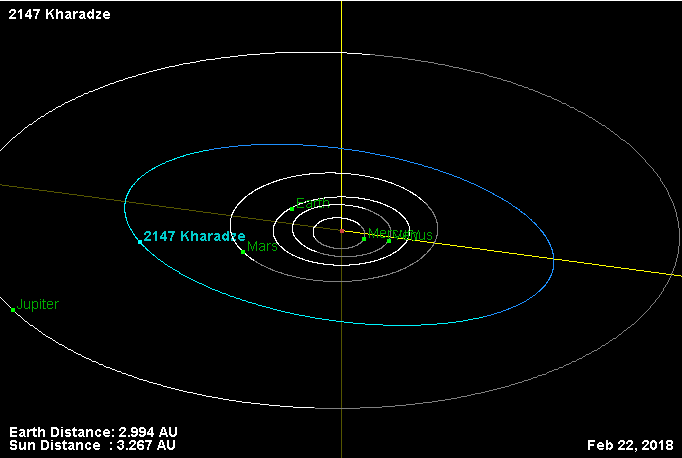
Орбита астероида Харадзе и его положение в Солнечной системе